# Echinocereus spinigemmatus
Echinocereus spinigemmatus là một loài thực vật có hoa trong họ Cactaceae. Loài này được A.B.Lau mô tả khoa học đầu tiên năm 1984.